# Sara Nieves Matheu García
Sara Nieves Matheu (Murcia, 1 de junio de 1992) es una matemática e ingeniera informática, docente e investigadora española especializada en ciberseguridad.

## Biografía
Se graduó en Matemáticas e Ingeniería Informática por la Universidad de Murcia. En su último curso de carrera 2014/2015, obtuvo una beca de colaboración que le permitió trabajar en protocolos de seguridad y bootstrapping para Internet de las Cosas (IoT). Posteriormente, estudió un Máster en Nuevas Tecnologías de la Información en inglés. En 2020 se doctoró con mención internacional en Informática por la Universidad de Murcia.

### Trayectoria académica
Es docente en el Grado de ingeniería informática y en el Máster de Nuevas Tecnologías de la Informática de la Universidad de Murcia, y participa en proyectos, nacionales e internacionales.
Su investigación se centra en evaluar la seguridad de dispositivos del internet de las cosas (juguetes inteligentes, pulseras, lavadoras conectadas a internet, cámaras IP, etc.) con el objetivo final de crear una etiqueta visual, similar a la de la eficiencia energética. De esta manera, cualquier persona podría saber qué nivel de seguridad ofrece un producto sin ser expertos en ciberseguridad. Este proyecto de etiquetado ha sido reconocido con diversos premios.
Ha sido investigadora postdoctoral en la Universidad de Murcia, participando en CyberSec4Europe (H2020-ICT-830929), un importante proyecto de ciberseguridad en el que participaron 44 entidades de 21 países europeos, y liderando un paquete de trabajo en el proyecto BIECO (H2020-SU-ICT- 952702).
Ha colaborado con entidades como la Organización Europea de Ciberseguridad (ECSO) para establecer un marco común europeo de certificación, uno de los objetivos de la normativa europea aprobada en 2019 (CyberSecurity Act).
Ha contribuido con su investigación a numerosos congresos internacionales, y ha publicado artículos en revistas de alto impacto y capítulos de libros y ha participado como revisora en varios congresos. También ha sido editora de un número especial de ACM Digital Threats: Research and Practice, centrado en la seguridad de las apps de seguimiento COVID-19, en varios libros relacionados con ciberseguridad y participa activamente en la difusión de la investigación en la sociedad a través de la noche de los investigadores, DIATIC, semana de la ciencia, y más de 20 entrevistas de radio y TV, talleres y podcasts. 

## Premios y reconocimientos
- Premio extraordinario de doctorado.[2]
- Premio de Investigación Sociedad Científica Informática de España SCIE-BBVA Jóvenes informáticos (2021).[7][8]
- Premio RENIC a la mejor Tesis Doctoral en Ciberseguridad (3ª Edición).[9]
- 2022 Es una de las 237 investigadoras españolas seleccionadas por el ministerio de Ciencia y Tecnología, a través de su Unidad de Mujeres y Ciencia, en colaboración con la Fundación Española para la Ciencia y la Tecnología (FECYT), por su importante aportación y labor científico-técnica en España y por ser referentes para las nuevas generaciones de jóvenes investigadoras.[10]